# Imperija
Imperija je suverena država koja funkcioniše kao agregat nacija ili naroda kojima vlada imperator ili druga vrsta monarha. Teritorija i stanovništvo imperije obično je većeg obima nego kraljevstvo.
Imperija može biti stvorena isključivo od susednih teritorija, poput Austrougarske ili Ruske imperije, ili od teritorija daleko udaljenih od matične teritorije, poput kolonijalne imperije. Pored formalnije upotrebe, reč imperija se takođe može kolokvijalno odnositi na velika preduzeća (npr. transnacionalna korporacija), političku organizaciju koju kontroliše pojedinac (politički šef) ili grupa (politički šefovi). Reč imperija je povezana sa drugim rečima kao što su imperijalizam, kolonijalizam i globalizacija. Imperija se često koristi za opisivanje nezadovoljstva poraznim situacijama.
Imperijalna politička struktura može se uspostaviti i održavati na dva načina: (i) kao teritorijalna imperija direktnog osvajanja i kontrole silom ili (ii) kao prinudna, hegemonska imperija indirektnog osvajanja i kontrole silom. Prvi metod pruža veće priznanje i direktnu političku kontrolu, ali ograničava dalje širenje, jer apsorbuje vojne snage u fiksne garnizone. Potonji metod pruža manji nivo priznanja i indirektnu kontrolu, ali olakšava upotrebu vojne sile za dalje širenje. Teritorijalne imperije (npr. Mongolska imperija i Međanskaa imperija) imaju tendenciju da budu susedna područja. Pojam se povremeno primenjivao za prekomorske imperije ili talasokratije (npr. Atinska i Britanska imperija) sa labavijim strukturama i više raštrkanih teritorija.

## Definicija
Imperija je multietnička ili višenacionalna država s političkom i/ili vojnom dominacijom stanovništva koje se kulturno i etnički razlikuju od carske (vladajuće) etničke grupe i njene kulture. To je u suprotnosti s federacijom koja je opsežna država dobrovoljno sastavljena od autonomnih država i naroda. Imperija je velika država koja vlada nad teritorijama izvan svojih izvornih granica.
Definicije fizičkog i političkog sastava imperije variraju. To može biti država koja utiče na imperijalnu politiku ili određenu političku strukturu. Imperije su obično formirane od različitih etničkih, nacionalnih, kulturnih i verskih komponenti. 'Imperija' i 'kolonijalizam' koriste se za označavanje odnosa moćne države ili društva nasuprot manje moćnom.
Tom Najrn i Pol Džejms definišu imperije kao politike koje „šire odnose moći na teritorijalne prostore nad kojima nemaju prethodni ili određeni pravni suverenitet i gde, u jednom ili više domena ekonomije, politike i kulture, dobijaju neke mera opsežne hegemonije nad tim prostorima u svrhu ekstrahovanja ili prikupljanja vrednosti”. Rejn Tagepera je definisao imperija kao „bilo koji relativno veliki suvereni politički entitet čiji sastojci nisu suvereni”.
Pomorski analog kopnene imperije je talasokratija, imperija sastavljeno od ostrva i obala koje su dostupne svojoj kopnenoj domovini, poput Delske lige kojom je dominirala Atina.
Nadalje, imperije se mogu proširiti kopnom i morem. Stiven Houv napominje da se kopnene imperije mogu okarakterisati ekspanzijom preko terena, „protežući se direktno prema spoljašnjosti od originalne granice”, dok imperija morskim putem može biti okarakterisano kolonijalnom ekspanzijom i imperijalnom izgradnjom „sve moćnije mornarice”.
Međutim, ponekad je imperija samo semantička konstrukcija, poput one kada vladar preuzme titulu „imperatora”. Nacija tog vladara logično postaje „imperija”, uprkos tome što nema dodatnu teritoriju ili hegemoniju. Primeri ovog oblika imperija su Centralnoafrička imperija, ili Korejska imperija proglašeno 1897. godine, kada je Koreja, daleko od sticanja nove teritorije, bila na ivici aneksacije od strane Japanskog carstva, jedna od posljednjih koja je naziv službeno koristila . Među poslednjim državama u 20. veku poznatim kao imperije u tom smislu, bile su Centralnoafrička imperija, Etiopija, Vijetnam, Mandžukuo, Nemačka i Koreja.

## Hronologija imperija
Grafikon ispod prikazuje hronologiju državnih organizacija koje su nazvane imperijama. Dinastičke promene su obeležene su belim linijama.
- Hronologija Rimske imperije navedena ispod uključuje samo njegov zapadni deo. Zasebno je naveden Vizantijski nastavak rimske imperije.
- Imperije Nikeja i Trapezunt bile su nasledinice vizantijske države.
- Egipatska imperija bronzanog doba nije uključena u grafikon. Osnovao ju je Narmer oko 3000. godine p. n. e., i trajala je koliko i Kina, dok je nije osvojila Ahemenidska Persija 525. godine p. n. e..
- Japan je predstavljen za periodu svoje prekomorske imperije (1895–1945). Prvobitna Japanska imperije „Osam ostrva” bila bi treća po trajanju posle Egipta i Kine.
- Mnoga Indijska carstva su takođe uključena, mada su samo Maurijsci, Gupte, Delhijski sultani, Moguli i Marate vladali većinom Indije.

## Literatura
- Abernethy, David (2000). The Dynamics of Global Dominance: European Empires 1414–1980.. New Haven: Yale University Press 2000.
- Bowden, Brett (2009). The Empire of Civilization: The Evolution of an Imperial Idea. University of Chicago Press. ISBN 978-0-226-06814-5.
- Barkey, Karen (2008). Empire of Difference: The Ottomans in Comparative Perspective.. New York: Cambridge University Press 2008.
- Burbank, Jane; Cooper, Frederick (2010). Empires in World History: Power and the Politics of Difference. Princeton: Princeton University Press. ISBN 978-0-691-12708-8.
- Cohen, Eliot A. (2004). „History and the Hyperpower”. Foreign Affairs. 83 (4). JSTOR 20034046. doi:10.2307/20034046. Приступљено 26. 12. 2017.
- Colomer, Josep The European Empire. Amazon Books, 2016.
- Colomer, Josep Great Empires, Small Nations. The uncertain future of the sovereign state. London: Routledge, 2007.
- Cooper, Frederick (2005). Colonialism in Question: Theory, Knowledge, History.. Berkeley: University of California Press 1997.
- Darwin, John (2008). After Tamerlane: The Global History of Empire since 1405.. London: Bloomsbury Press 2008.
- Elliott, J.H. Empires of the Atlantic World: Britain and Spain in America, 1492–1830. New Haven: Yale University Press 2006.
- Findlay, Ronald and Kevin H. O'Rourke. Power and Plenty: Trade, Power, and the World Economy in the Second Millennium. Princeton: Princeton University Press 2007.
- Gilpin, Robert (1981). War and Change in World Politics. Cambridge University Press. стр. 110—116. ISBN 978-0-521-27376-3.
- Geiss, Imanuel (1983). War and Empire in the Twentieth Century. Aberdeen University Press. ISBN 978-0-08-030387-1.
- Galtung, Johan (januar 1996). „The Decline and Fall of Empires: A Theory of De-Development”. Honolulu. Архивирано из оригинала 13. 10. 2007. г. Приступљено 6. 1. 2008. Written for the United Nations Research Institute on Development, UNRISD, Geneva.
- Howe, Stephen (2002). Empire: A Very Short Introduction. Oxford Press. ISBN 978-0-19-280223-1.
- James, Paul; Nairn, Tom (2006). Globalization and Violence, Vol. 1: Globalizing Empires, Old and New. London: Sage Publications.
- Kamen, Henry (2003). Empire: How Spain Became a World Power, 1492–1763.. New York: HarperCollins 2003,
- Kennedy, Paul (1987). The Rise and Fall of the Great Powers: Economic Change and Military Conflict from 1500 to 2000.. New York: Random House 1987.
- Innis, Harold (1950, rev. 1972). Empire and Communications. Rev. by Mary Q. Innis; foreword by Marshall McLuhan. Toronto, Ont.: University of Toronto Press.
- Lens, Sidney; Zinn, Howard (2003). The Forging of the American Empire: From the Revolution to Vietnam: A History of American Imperialism. Pluto Press. стр. 464. ISBN 978-0-7453-2100-4.
- Pagden, Anthony (2001). Peoples and Empires: A Short History of European Migration, Exploration, and Conquest from Greece to the Present.. New York: Modern Library 2001.
- Subrahmanyam, Sanjay (1993). The Portuguese Empire in Asia, 1500–1700.. London: Longman 1993.
- Tracy, James D., ed. The Rise of Merchant Empires: State Power and World Trade, 1350–1750. New York: Cambridge University Press 1990.

## Spoljašnje veze
- . Modernization of the Empire. Social and Cultural Aspects of Modernization Processes in Russia. ISBN 978-5-354-00915-2.